# Алігатор міссісіпський
Алігатор міссісіпський (Alligator mississippiensis) — один з двох сучасних видів алігатора. Його природний ареал включає південно-східну частину США, де він населяє заболочені території, часто в населених людиною областях. Він дещо більший за розміром, ніж інший вид алігатора, китайський алігатор.

## Зовнішній вигляд
Середня довжина дорослих самок не перевищує 3 м, довжина самців в середньому коливається від 4 до 4,5 м. Більш ранні повідомлення фіксували довжину американських алігаторів до 5-6 м, але сучасних підтверджень таких розмірів немає. У порівнянні з китайським алігатором, американський алігатор є більшим.
Лапи характерно короткі, але здатні утримувати жертву при швидкому русі. На передніх лапах п'ять пальців, на задніх — лише чотири. Як у самок, так і у самців спина покрита «броньованими» кістяними щитками. Хвіст приплесканий і м'язистий, що дозволяє йому керувати рухом у воді. Верхня частина тулуба у дорослих алігаторів забарвлена в оливковий або чорний колір, черево кремово-біле. У молодих алігаторів яскраві жовті смуги на хвостах. Очі сірі.

## Поширення та спосіб життя
Природний ареал охоплює Північну Америку — південно-східні штати США уздовж Атлантичного узбережжя і Мексиканської затоки: Північна і Південна Кароліна, Джорджія, Флорида, Техас і Луїзіана. Мешкає в прісноводних водоймах річках, озерах, ставках і заболочених територіях. Алігатори іноді риють нори як притулок або місце для зимівлі. Якщо територія їх проживання висихає, алігатори перебираються в інше місце, іноді використовуючи як притулок плавальні басейни.
Алігатори є хижаками та живляться всім, що в змозі зловити. Основною їх раціону складає риба, черепахи, змії та невеликі ссавці. Молоді особини вживають в їжу комах, равликів і невеликих рибок. Полюють в основному вночі.
Молоді алігатори залишаються в тому ж районі, де вони вилупилися і тримаються в основному разом, що дозволяє їм краще захищатися від хижаків. Дорослі особини не підтримують такі тісні зв'язки, однак і вони прагнуть об'єднатися в соціальні групи. Якщо в результаті посухи алігатори змушені жити разом великими групами, вони, як правило, ігнорують один одного.
Шлюбний сезон настає навесні, коли вода достатньо прогрівається. Парування відбувається в нічний час доби, на мілководді. Самки зазвичай виступають ініціаторами зв'язку під час піка шлюбного сезону. Хоча алігатори не мають голосових зв'язок, самці, підкликаючи самок, голосно ревуть або видають звуки, що знаходяться за межами слухового сприйняття людини, — на поверхні води це помітно по пухирях або рябі. Шлюбним ритуалам супроводжується потиранням один про одного і пускання бульбашок. Часто самці висувають голову з води, таким чином висловлюючи своє прагнення до спаровування. Буває, самець і самка штовхаються під водою, борються з метою перевірки фізичної форми партнера.